# Erin Whitten-Hamlen
Erin Whitten (maintenant Erin Whitten-Hamlen), née le 10 octobre 1970 à Glens Falls dans l'État de New York, est une joueuse de hockey sur glace américaine .

## Biographie

### Carrière comme joueuse
Erin Whitten  mesure 5 pieds 5 pouces, et pèse 155 livres. Joueuse de hockey au poste de gardienne de but, elle est connue pour avoir été la première femme à intégrer la Ligue américaine de hockey (LAH), dans l'équipe du New Hampshire, le 25 septembre 1993. Elle signe par la suite un premier contrat professionnel avec l'équipe du Storm de Toledo. Elle a signé également un essai avec les Red Wings de Détroit de la Ligue nationale de hockey.
Durant ses années universitaires dans la NCAA, Elle a joué à ses débuts pour les Big Greens de Dartmouth College, puis a conduit les Wildcats du New Hampshire à deux titres de championnat d'association ECAC (en 1990 et 1991).
Whitten a été membre de l'équipe nationale féminine de hockey sur glace des États-Unis  de 1992 à 1997, puis a rejoint l'équipe en 1999 et en 2001. Elle a participé à deux finales de championnat du monde de hockey sur glace féminin de l'IIHF, dans l'équipe nationale américaine. À la   Coupe du monde 1992, ses résultats sont : 228 Mins, 14 GA, 3.68 GAA, et .851 SV%. À la  Coupe du monde 1994, ses résultats dans cette compétition sont : 3 GPI, 180 Mins, 7 GA, 52 SOG, 86.4 SV%, et 2.33 GAA.

### Carrière comme entraîneur
En 2001, Whitten prend sa retraite comme joueuse. Elle devient un peu plus tard entraineur pour les Wildcats de l'Université du New Hampshire dans la NCAA. Elle a conduit les Wildcats au Frozen Four de 2006 et de 2008. Whitten est entraîneur-adjoint de l'équipe nationale américaine à la Coupe des quatre nations 2006
Le 14 septembre 2010, Whitten-Hamlen est nommée entraîneur-chef des Blades de Boston, une équipe d'expansion de la Ligue canadienne de hockey féminin.